# John Campbell (Musiker)
John Campbell (* 20. Januar 1952 in Shreveport, Louisiana; † 13. Juni 1993) war ein US-amerikanischer Bluesgitarrist, Sänger und Songwriter.
Er lernte bereits mit drei Jahren Gitarre spielen, bekam als 8-Jähriger seine erste eigene Gitarre und begann mit 13 Jahren seine professionelle Karriere. Mit 16 hat er sein Zuhause und die Schule verlassen. Bis 1985 spielte er in verschiedenen Clubs zwischen Texas und New Orleans und ließ sich dann in New York nieder. Seine erste Studioaufnahme machte er 1988 bei CrossCut Records. 1991 bekam er die Gelegenheit, für Elektra Records Aufnahmen zu machen. 1993 starb er im Schlaf in seiner New Yorker Wohnung an Herzversagen.

## Diskographie
- Street Suite (1975)
- A Man and His Blues (1988)
- One Believer (1991)
- Howlin Mercy (1993)
- A Man and His Blues (1994)
- Tyler, Texas Session (2000)